# El hombre del oeste
El hombre del oeste (Man of the West) es una película de género western estadounidense de 1958 protagonizada por Gary Cooper y dirigida por Anthony Mann, producida por Walter Mirisch y distribuida por United Artists. El guion, escrito por Reginald Rose, se basa en la novela de 1955 The Border Jumpers , de Will C. Brown. Con Julie London, Jack Lord, Arthur O'Connell y Lee J. Cobb en papeles secundarios, la película es una de las últimas actuaciones de Cooper en el género western.
El exbandido Link Jones (Cooper) viaja desde su pequeño pueblo a Texas para contratar a su primer maestro de escuela. Cuando su tren se detiene en el camino, son asaltados por ladrones armados, pero el tren se escapa dejando atrás a Jones, Sam Beasley (O'Connell) y la cantante de salón Billie Ellis (Londres). Comienzan a caminar y, finalmente, llegan a un lugar que Link conoce bien: la granja donde una vez vivió. Allí encuentra a los hombres que robaron el tren y también a su tío, Dock Tobin (Cobb), que quiere que Link regrese a sus viejas costumbres y se vuelva a unir a su pandilla. Link no tiene interés en hacerlo y tiene que encontrar una salida para ellos, sabiendo que morirán una vez que la pandilla termine su próximo gran trabajo.
La película se estrenó el 1 de octubre de 1958. En el momento de su estreno, la película fue mal recibida por gran parte por críticos estadounidenses, pero fue alabada por Jean-Luc Godard , quien, antes de convertirse en director, fue crítico de cine. Godard afirmó que El Hombre del Oeste fue la mejor película del año. Décadas después del estreno de la película, ha ganado popularidad y un gran reconocimiento, ya que el historiador Philip French afirma que la película es la obra maestra de Anthony Mann, que contiene la mejor interpretación de Cooper.

## Argumento
Link Jones (Gary Cooper) viaja a Crosscut, Texas para comer algo, luego toma un tren a Fort Worth, donde intenta usar los ahorros de su comunidad de Good Hope para contratar a un maestro de escuela.
En la plataforma del tren, Sam Beasley (Arthur O'Connell) habla brevemente con Link, despertando las sospechas del mariscal de la ciudad, Sam es un estafador conocido. Cuando el oficial comenta que Link parece familiar, Link le da un nombre falso.
A bordo del tren, Sam se une de manera impulsiva a Link, se entera de su misión en Fort Worth y afirma que puede ayudarlo. Sam le presenta a la cantante de Crosscut, Billie Ellis (Julie London), insistiendo en que podría ser una profesora ideal.
Su conversación es escuchada por Alcutt, un pasajero de aspecto sombrío. Cuando el tren se detiene para recoger leña para obtener combustible adicional, los pasajeros varones ayudan a cargar el tren pero Alcutt permanece a bordo, fingiendo dormir. Señala a otros tres hombres, Coaley Tobin (Jack Lord), Trout (Royal Dano) y Ponch (Robert J. Wilke), que roban el tren.
Link intenta intervenir y queda inconsciente. El tren se aleja, con Alcutt marchándose con la bolsa de Link que contiene el dinero de Good Hope. Alcutt es herido cuando él y los ladrones huyen.
Link revive para descubrir que él, Sam y Billie se han quedado atrás, a muchas millas de la ciudad más cercana. Link los lleva a pie a una granja destartalada, admitiendo que vivió allí años antes. Mientras los otros esperan en el establo, Link entra en la casa destruida y encuentra a los ladrones de trenes escondidos dentro.
Coaley sospecha de la afirmación de Link de que simplemente quiere descansar por la noche. Son interrumpidos por el anciano proscrito Dock Tobin (Lee J. Cobb), quien se sorprende al ver a Link, su sobrino, a quien crio como asesino y ladrón. Link lo abandonó más de una docena de años antes para seguir recto. Tobin se lamenta de que nada ha sido lo mismo desde la partida de Link y le presenta los problemas que ahora manda, incluido el propio primo de Link, Coaley.
Perturbado por la revelación de la verdadera identidad de Link, Coaley demuestra su dureza al matar a Alcutt, quien está cerca de la muerte por su herida. Al darse cuenta del peligro de su situación, Link trae a Sam y Billie del establo y le miente a Tobin, diciéndole que intencionalmente buscó a su tío después de que el tren lo dejara.
Tobin revela su larga ambición de robar el banco en la ciudad de Lassoo y afirma que el regreso de Link a la pandilla lo hace posible. Link acepta participar en el atraco para proteger a Billie, después de un cuchillo en la garganta mientras Coaley insiste borracho en que se desnude. Tobin espera hasta que ella esté casi desnuda antes de que él, riendo, envíe a Link y a Billie a dormir en el establo, Link mintiendo que ella es su mujer.
Claude Tobin (John Dehner), otro primo, llega y está disgustado por encontrar a Link allí. Tobin rechaza la sugerencia de Claude y Coaley de matar a Link y los demás. Salen en el viaje de cuatro días a Lassoo.
Como venganza por el tratamiento brutal de Billie en el rancho, Link incita al brutal Coaley a una pelea a puñetazos y lo golpea severamente, luego le quita la ropa a la fuerza. Profundamente humillado, Coaley intenta disparar al Link desarmado, pero Sam intercede y muere en su lugar. Tobin le dispara a Coaley por desobedecerlo.

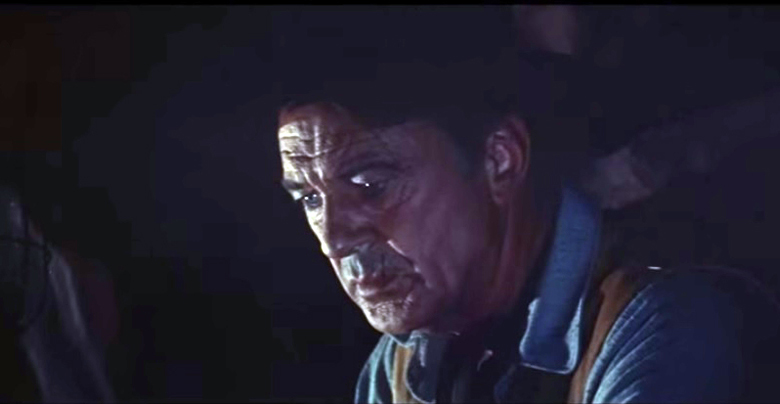
Gary Cooper

Billie se lamenta de que finalmente haya encontrado a un hombre que vale la pena amar, pero que nunca podrá tenerlo. Link tiene esposa e hijos en Buena Esperanza.
Con la ciudad de Lassoo a la vista, Link se ofrece voluntariamente para el trabajo de asalto, esperando secretamente que en la ciudad pueda buscar ayuda. Tobin insiste en que le acompañe el mudo Trout. Resulta que Lassoo es una ciudad fantasma, su banco está desierto, excepto por una anciana mexicana asustada, a quien Trout dispara en pánico. Link mata a Trout. Luego espera la llegada de Claude y Ponch. En una batalla de armas prolongada, Link mata a Ponch primero, luego, con dificultades, a Claude.
Al regresar al campamento, Link descubre con horror que Billie ha sido violada y golpeada. Va en busca de Tobin, que está en un acantilado cercano. Link le dice a Tobin que él, como Lassoo, es un fantasma y terminó. Le dispara a Tobin y recupera la bolsa del dinero de Good Hope.
Mientras regresaba a la civilización, Billie le dice a Link que lo ama, pero está resignada al hecho de que debe reanudar su carrera de cantante y proceder sola, sabiendo que Link tiene la intención de regresar a su hogar y su familia.

## Reparto
- Gary Cooper como Link Jones.
- Julie London como Billie Ellis.
- Lee J. Cobb como Dock Tobin.
- Arthur O'Connell como Sam Beasley.
- Jack Lord como Coaley.
- Royal Dano como Trout.
- John Dehner como Claude.
- Robert J. Wilke como Ponch.
- J. Williams como Alcutt.
- Emory Parnell como Henry.
- Chief Tahachee como Pio.

La película reunió a Gary Cooper y Robert J. Wilke que fueron adversarios en High Noon.

## Producción

### Desarrollo
El guion de la película que fue escrito por Reginald Rose (más conocido por escribir 12 Angry Men (1957)) se basó en la novela de 1955 The Border Jumpers de Will C. Brown. El título de la película no tuvo nada que ver con la novela titulada El hombre del oeste, que fue escrita por el guionista Philip Yordan. La novela de Yordan había sido llevada al cine en una película llamada Gun Glory, con Stewart Granger en el papel principal. El productor de la película, Walter Mirisch (cuya compañía produjo las películas nominadas a los Premios de la Academia: The Magnificent Seven (1960), West Side Story (1961), The Great Escape (1963) e In the Heat of the Night (1967)), asignó al director Anthony Mann para dirigir una adaptación de la película.

### Casting
Stewart Granger fue considerado originalmente para el papel principal. James Stewart , quien había trabajado con el director Anthony Mann en ocho películas, cinco de ellas westerns: Winchester '73 (1950), Bend of the River (1952), The Naked Spur (1953), The Far Country (1954) y The Man De Laramie (1955), ansiosamente quiso el papel. Supuestamente, Stewart estaba extremadamente molesto cuando Mann no le dio el guion para la película, se sintió traicionado y no tuvo interés en volver a trabajar con él, aunque Mann pensó que Stewart no sería el adecuado para el papel. Otra razón probable por la que Mann no le dio el guion a Stewart fue que Mann y Stewart tuvieron una pelea durante el rodaje de Night Passage (1957). Mientras que Mann y Stewart sintieron que el guion de la película necesitaba algunas reescrituras, Mann quería un toque más oscuro para el personaje principal de la película y se retiró de la película porque Stewart suavizó el personaje y cantó algunas canciones en la película final, como un escaparate para su propio acordeón, tocando. Con Mann fuera de escena, James Neilson asumió su cargo como director. Gary Cooper finalmente fue elegido para el papel principal de Link Jones, un ex forajido que se ve obligado a revivir su pasado. Hizo tres años desde que Cooper no había hecho un western. Cooper (56 años) sintió que estaba equivocado en el papel del ex proscrito porque era diez años mayor que J. Cobb (46 años) en el momento de la filmación.
Según el biógrafo Jeffrey Meyers, Cooper, que luchó con los conflictos morales en su vida personal, "entendió la angustia de un personaje que se esfuerza por conservar su integridad ... [y] aportó un sentimiento auténtico al papel de un tentador y atormentado, pero esencialmente Hombre decente."
Lee J. Cobb (quien había protagonizado a 12 Angry Men como uno de los doce miembros del jurado) desempeñó el papel de Dock Tobin, el tío de Link, que quiere que su sobrino vuelva a sus viejos hábitos y se una a su pandilla. A pesar de interpretar al tío del personaje principal, Cobb era diez años más joven que Cooper. Se aplicó maquillaje para hacer que Cobb se viera más viejo que Cooper. El villano principal de la película, Tobin quiere que su sobrino vuelva a sus viejos hábitos y se reúna en su pandilla. Este fue el mismo caso con John Dehner, quien interpretó al primo de Link y amigo de la infancia, Claude. Denher era catorce años más joven que Cooper.
Arthur O'Connell interpretó a Sam Beasley, un jugador que habla rápido, y la cantante de salón Billie Ellis fue interpretada por Julie London. London dijo que esta era su película favorita. Los secuaces de Tobin, Coaley, Trout y Ponch (que roban el tren) fueron interpretados por Jack Lord, Royal Dano y Robert J. Wilke, respectivamente. J. Williams jugó con Alcutt, uno de los pasajeros en el tren y el Jefe Tahachee fue elegido como Pio.
Joe Dominguez, Dick Elliott, Frank Ferguson, Herman y Signe Hack, Anne Kunde, Tom London, Tina Menard, Emory Parnell, Chuck Roberson, Glen Walters y Glen Wilkerson interpretan papeles menores y no aparecen en los títulos de crédito.

### Filmación
El rodaje de Man of the West comenzó y terminó en 1958, con un presupuesto de $ 1.5 millones. La película fue filmada en el proceso CinemaScope de pantalla ancha (que se introdujo en 1953) por el director de fotografía Ernest Haller , quien es más conocido por su obra ganadora del Premio de la Academia en Lo que el viento se llevó .
Aunque la acción tiene lugar en Texas, la mayor parte de la película se rodó en California. Las escenas del tren fueron filmadas en Sierra Railroad, Jamestown, California. El parque estatal Red Rock Canyon, Santa Clarita, Thousand Oaks, Newhall y el desierto de Mojave sirvieron como lugares de rodaje para la película. Creaches from Black Lagoon, dos ranchos ubicados en Newhall y Thousand Oaks, respectivamente, fueron diseñados por el director de arte Hilyard M. Brown, conocido por su trabajo en Cleopatra (por el que ganó un Premio de la Academia a la Mejor Dirección de Arte ) y La noche del cazador.
Gary Cooper hizo sus propias escenas de equitación pese a los dolores consecuencia de un accidente automovilístico sufridoaños antes. Chuck Roberson, Jack Williams y Jack N. Young fueron los actores de la película..
Durante una tormenta de nieve, Mann observó los ojos de Cooper, que lo fascinaban: «Todo está en los ojos. Los héroes, todas las estrellas que el público ama, tienen ojos azul muy claros u ojos verdes ... Los ojos reflejan la llama interna que anima a los héroes. Los chicos de ojos oscuros desempeñan papeles secundarios o se convierten en actores de personajes».

## Temas
El crítico de cine canadiense Robin Wood notó que Man of the West es la versión del director Anthony Mann de la obra de William Shakespeare King Lear , cuyos elementos aparecieron en The Furies, The Naked Spur y The Man From Laramie, con su sentido del torbellino emocional, y orden más antigua se desmorona. El hombre del Oeste, como la mayoría de las películas de Mann, es una historia de redención. Se nos pide que consideremos la monstruosidad esencial del héroe, y si la redención es una idea sostenible. El noble hombre de la frontera se convierte en el "otro", y uno no muy merecedor de simpatía, un salvaje cuyo pasado el horror parece inimaginable. Wood también notó que la película mira por el camino de la película de terror contemporánea: La masacre de Texas (Tobe Hooper, 1974) y The Hills Have Eyes (Wes Craven, 1977), con sus salvajes clanes y sus desolados terrenos estadounidenses, no quedan demasiado lejos.

## Recepción
Cuando se estrenó por primera vez, la película fue ignorada en gran medida por la crítica estadounidense, aunque el reconocido crítico y posteriormente director francés Jean-Luc Godard la consideró como la mejor película estrenada ese año. Howard Thompson, en The New York Times, le dio uno de los pocos elogios en la prensa general. En las décadas posteriores al estreno de la película, ha obtenido muchos seguidores de culto y un reconocimiento mucho mayor. Algunos, como Derek Malcolm de The Guardian, la consideran la mejor película de Mann y un hito en el canon del género del Western. Malcolm incluyó la película en su lista de 2000, La película del siglo. El crítico e historiador cinematográfico Philip French cita a Man of the West como la obra maestra de Anthony Mann, que contiene la mejor actuación de Gary Cooper. A partir de 2015, Man of the West mantiene un raro índice de aprobación del 100% en el sitio web de la película Rotten Tomatoes , basado en revisiones de 13 críticos.